# Synodalsammlung Moskau
Die Synodalsammlung (russisch Синодальное собрание) ist eine Sammlung von Handschriften und Dokumenten im Staatlichen Historischen Museum in Moskau. Sie umfasst Handschriften in kirchenslawischer und griechischer Sprache sowie kirchliche Dokumente vom 6. bis zum 19. Jahrhundert.
Die Sammlung befand sich bis 1920 in der Synodalbibliothek der Russisch-Orthodoxen Kirche in Moskau.

## Bestände

### Griechische Handschriften
Die Sammlung enthält 520 Handschriften vom 6. bis zum 17. Jahrhundert.  Diese enthalten biblische Texte, Texte orthodoxer Kirchenväter und Theologen, liturgische Texte wie auch weltliche philosophische, medizinische und andere naturwissenschaftliche Texte.
Die meisten Handschriften wurden 1654 vom Mönch Arsenij Suchanow im Auftrag von Patriarch Nikon in verschiedenen Klöstern auf dem Berg Athos erworben.

### Slawische Handschriften
Diese Sammlung umfasst insgesamt 1172 Handschriften vor allem liturgischen Charakters wie Evangeliare, Apostolare, Menäen und anderes vom 11. bis zum 19. Jahrhundert in kirchenslawischer Sprache. Die Handschriften stammen aus den Bibliotheken verschiedener Kirchen und Klöster in Moskau und Archangelsk.